# 鲜蕗蕨
鲜蕗蕨（学名：Hymenophyllum levingei）为膜蕨科膜蕨属下的一个种。